# 拟九节属
拟九节属（学名：Gaertnera）是马钱科下的一个属，为灌木或小乔木植物。该属共有30种，分布于热带非洲和亚洲。